# Asteroschema oligactes
Asteroschema oligactes is een slangster uit de familie Asteroschematidae.
De wetenschappelijke naam van de soort werd in 1788 gepubliceerd door Peter Simon Pallas.